# L'Arbre de Paradis
L'Arbre de Paradis (quelquefois désigné sous le nom de L'Arbre du Paradis) est une peinture à l'huile sur toile de 197 × 132 cm réalisée entre 1928 et 1930 par l'artiste peintre Séraphine Louis, plus connue sous le nom de Séraphine de Senlis (1864 - 1942) et dont l'œuvre est rattachée à l'art naïf et à l'art brut.

## Présentation et description
L’Arbre de Paradis est une peinture à l'huile de grandes dimensions exposée au Musée d'Art et d'Archéologie de Senlis, composé entre les années 1928 (ou 1929) et 1930.
Cette œuvre, comme la plupart de cette période, se présente sous la forme d'une grande toile foisonnante au thème botanique et très colorée, sur la base d'une technique mixte complexe qui utilise la peinture industrielle dite Ripolin. On peut observer au centre de ce tableau, la présence d'un œil, entouré par le feuillage lumineux et coloré de l'arbre, élément assez récurrent des tableaux de cette artiste.

## Historique
Ce tableau, comme l'ensemble de son œuvre, a été créé dans un logis obscur d'une petite ville de province et dans la solitude la plus totale d'une femme de ménage simple aux larges mains de travailleuse, subjuguant ainsi le collectionneur Wilhelm Uhde qui finit par comprendre qu'il s’agissait de peintures mystiques émanant d’une visionnaire atypique et très originale et sans équivalent dans le milieu artistique de l'époque.
Séraphine de Senlis qui faisait également le ménage dans la maison  de ce critique d'art, bourgeois d'origine allemande, ne donnait pas de titre à ses tableaux et laissait Wilhelm Uhde et sa sœur Anne-Marie, acquéreurs de la toile peu de temps après sa création, choisir le nom de celle-ci. Ce titre est manifestement un désir de donner à cette œuvre une dimension sacrée.